# Хамада Масатосі
Хамада Масатосі  (яп. 浜田 雅功 Хамада Масатосі, 11 травня 1963) , також Хама-тян (яп. 浜ちゃん) — японський комік, найбільш відомий як учасник популярного комедійного дуету Downtown у ролі цуккомі. Одружений з Нацумі Оґава, має двох дітей.

## Раннє життя
Хамада народився в районі Осаки Наніва, в родині Кенґоро та Нобуко Хамади. Його родина переїхала до Амагасакі, префектура Хіоґо, де він ходив у дитячий садок. Хамада відвідував початкову школу Усіо, де познайомився з своїм майбутнім партнером по дуету Хітосі Мацумото. Але з Мацумото вони не дружили до початку старшої школи. Хамада, як і Мацумото, ріс у дуже бідній родині та жив в старому, занедбаному будинку.
У 1982 році він та Мацумото організували дует та приєдналися до Yoshimoto Kogyo. Їх перший виступ відбувся у 1983 році.

## Комедійний стиль
Хамада відіграє садистичну, грубовату, та часом жорстоку особу. Він часто хлопає Мацумото та інших знаменитостей по головах рукою, паперовим віялом чи іншим, що є під рукою. Коли на його очах хтось зазнає болю, він сміється специфічним образом. Хамада говорить прямо та нетактовно з усіма, незалежно від того, наскільки відома людина. В нього запальний характер і він схильний огризатися на інших, навіть на своїх фанатів, що турбують його на вулиці. У шоу-бізі Японії є жартівлива легенда, що кожного, кого Хамада вдарить по голові, чекає успіх.
Через його агресивну поведінку його називають Хамада Супер-садист (яп. ドSの浜田, Do ESU no Hamada). Ця сторона його особистості часто стає предметом дискусій в медіа:
- В одному з епізодів «Downtown no Gaki no Tsukai ya Arahende!!», над Хамадою провели «суд» (де Мацумото жартома вимагав смертного вироку) за його чисельні акти фізичного насильства та безсоромне злорадство в шоу протягом багатьох років.[1]
- Downtown часто розігрує своїх колег по «Gaki no Tsukai». Часто Хамада вдає, що під час зйомок йому увірвався терпець, і він починає лютитися на жертву розіграшу. Наприклад, він жорстоко нападав на жертву, наносячи удари коліном в обличчя, удари головою[2], або тягав за волосся.[3] Іноді він настільки переконливо це робив, що доводив жертву до сліз. Наприклад, одного разу ціллю жарту став Танака Наокі з комедійного дуету Cocorico, інший постійник учасник Gaki no Tsukai.[4] Танака свідчив під час імітаційного суду, що так сильно в житті він ще не плакав.
- В епізоді шоу «Lincoln» 2005 року Мацумото запропонував «подарунок» молодшим комікам: він тримав Хамаду стоячи та дав їм можливість кинути йому в обличчя пирогом або поцілувати його в губи, щоб допомогти їм «подолати [їхній] страх». Молодші коміки боялися обох варіантів. Один сказав, що Хамада відкусив би йому язика, якби він спробував його поцілувати.[5]
- Фронтмент рок-групи «Sharan Q» Цунку стверджує, що перша велика популярність прийшла до нього після того, як Хамада стукнув його на шоу Hey! Hey! Hey! Music Champ: «Музикант завжди досягне успіху після удару Хамади».[6]

Однак, на одному епізоді «Gaki no Tsukai» кілька молодших коміків казали, що «суперсадистський» Хамада — лише комедійна персона. Насправді поза камерами він справедливий і добрий як до персоналу, так і до інших коміків. Джиммі Онісі навіть зізнався, що Хамада подобається йому найбільше з усіх інших учасників шоу, бо він «найнормальніший».

### Часті жарти
Інколи над Хамадою також жартують, як правило, це робить Мацумото. Часто висміюють певні риси Хамади:
- Його повне невміння малювати. Два рази учасники «Gaki no Tsukai» грали в гру, де намагалися представити, як Хамада намалює той чи інший предмет.[7]
- Його простий смак у їжі. Хамаді подобаються страви, які в Японії зазвичай вважаються дитячими, як от: котлета-гамбургер, карааге, молочний чай, фаст-фуд (зокрема Біг-Мак[8]) і якісоба.[9] Мацумото каже, що смаки Хамади як в «першокласника середньої школи» і що можна покращити йому настрій, поклавши смажене яйце на його стейк (що зазвичай роблять для дітей). Хамада знімався в рекламі кавового напою Georgia[10], але сам не любить кави. Також він не любить помідори.
- Його зовнішність. Мацумото часто називає його потворним і кепкує над його великими губами. Мацумото називає його «мавпяча дитина», «шимпанзе»,[11] «дитинча горили» та «губний монстр».[12] Кінокритик Осугі сказав, що через роль Хамади в фільмі «Nihonkai» серйозний фільм про якудза перетворився на фільм про тварин. У двох інших спеціальних епізодах Хамаду порівнювали з монстром М1 із серіалу «Ultra Q».

## Інша робота
Хамада озвучував покемона Слоукінга у фільмі «Покемон: Фільм 2000». В рамках маркетингової компанії для фільму були випущені картки покемонів під назвою "Слоукінг Хама-тян" (яп. ハマちゃんのヤドキング, Hama-chan no Yadokingu). 
У 2001 році він знявся в телевізійному міні-серіалі «Ashitaga Arusa» («Завжди є завтра»). Серіал виходив з 21 квітня по 30 липня, та в ньому знімалися декілька інших коміків з Yoshimoto Kogyo, в тому числі Cocorico. У жовтні 2002 року вийшла повнометражна версія.
В японському дубляжі фільмів про Шрека Хамада озвучує головного героя. На цю роль його особисто обрав продюсер Джеффрі Каценберг.
Він був запрошеним спортивним коментатором для Fuji Television на зимових Олімпійських іграх 2006 року в Турині, Італія.
Хамада був голосом ведучого єдиного японського випуску американської серії відеоігор-вікторин «You Don't Know Jack».

### Музика
У 1990-х роках Хамада був частиною музичного дуету з Тецуя Комурою «H jungle with t» (де «H» означає Хамада, а «t» означає Тецуя) і створив кілька пісень, у тому числі їхню найпопулярнішу пісню «Wow War Tonight», що розішлась тиражем у понад 2 мільйони копій і посіла 2 місце в рейтингу 100 найкращих синглів Oricon 1995 року. H Jungle with t також дали декілька концертів у середині 90-х. У пісні «Wow War Tonight» кілька разів повторюється фраза Хітосі Мацумото «BUSAIKU HAMADA», це перекладається як «Потворний Хамада».
У 2004 вийшла пісня «Chicken Rice» з текстом, написаним Мацумото. У пісні відображається їх дитинство, точніше дитинство Мацумото. У ній розповідається, як його сім'ї бракувало грошей на ресторани або добру їжу, тому Мацумото завжди їв курку з рисом, оскільки це було найдешевше. У пісні також звучить риторичне запитання «Чи цінують діти те, що для них роблять батьки?». Ця пісня посіла 2 місце в тижневому рейтингу Oricon.

## Особисте життя
Хоча він завжди не любив тварин, в його сім'ї є собака. У епізоді «Gaki no Tsukai» березня 2007 року, коли його запитали, що б він врятував у своєму домі в першу чергу, якщо стався землетрус, він відповів «собаку».
Хамада з Осаки і зазвичай говорить на діалекті кансай, однак він використовує стандартний діалект, коли розмовляє зі своїми дітьми. Його хобі — гольф і бейсбол. 
У червні 2014 року стало відомо, що він три роки мав роман із гравюрним ідолом Майко Кіккавою. Хамада написав публічне вибачення, яке його дружина прийняла.
У 2023 році в Friday вийшла стаття, в якій 24-річна дівчина під псевдонімом А-сан стверджувала, що у 2018-2019 роках мала з Хамадою відносини. Вона працювала косметологинею та познайомилась з коміком через спільних знайомих. Хамада таємно зустрічався з нею декілька разів, та надавав їй фінансову допомогу. Також повідомлялось, що комік розійшовся зі своєю дружиною. Інформацію про це Хамада заперечив.
10 травня 2025 Yoshimoto оголосили, що Хамада візьме перерву у роботі через поганий стан здоров'я.